# Литовская, Мария Аркадьевна
Мари́я Арка́дьевна Лито́вская (урождённая Еремеева, род. 25 октября 1958) — советский и российский филолог, литературовед, литературный критик.  Доктор филологических наук, профессор. Профессор кафедры русской литературы XX—XXI веков Уральского гуманитарного института Уральского федерального университета им. Б. Н. Ельцина, ведущий научный сотрудник Института истории и археологии УрО РАН.

## Биография
Родилась 25 октября 1958 года в Свердловске в семье служащих. В 1980 году окончила филологический факультет УрГУ. С 1983 года преподаёт в УрГУ на кафедре советской литературы (ныне — кафедра русской литературы XX века), в 1985 году защитила кандидатскую диссертацию «История и современность в русской художественной прозе 60-70-х годов».
С 1998 по 2007 год — руководитель отдела истории литературы Института истории и археологии УрО РАН. В 2000 году защитила докторскую диссертацию «Социохудожественный феномен В. П. Катаева». Секретарь диссертационного совета по защите кандидатских и докторских диссертаций по специальностям «Русский язык» и «Русская литература». Входит в состав редколлегии журнала «Филологические науки».

## Научная деятельность
Автор исследований в области русской литературы XX века, литературы русского зарубежья, современного литературного процесса, социологии литературы и образования, литературы Урала. Специалист по творчеству В. П. Катаева. Организатор и модератор ряда круглых столов и дискуссий по проблеме гендерных отношений. В разные годы читала курсы лекций по русской литературе XX века, социологии литературы.
М. А. Литовской осуществлен перевод на русский язык с научными комментариями монографии бельгийского литературоведа К. Де Магд-Соэп «Юрий Трифонов и драма русской интеллигенции». Автор (совместно с В. В. Блажесом) «Бажовской энциклопедии» (удостоена Бажовской премии за 2007 год).

## Основные труды
- Де Магд-Соэп К. Юрий Трифонов и драма русской интеллигенции. — Екатеринбург, Гент, 1997 (перевод).
- Феникс поет перед солнцем. Феномен Валентина Катаева. — Екатеринбург, 1999.
- Бажовская энциклопедия / Редакторы-составители В. В. Блажес, М. А. Литовская. — Екатеринбург : Издательский  дом  «Сократ», 2014. — 640 с. — 2000 экз. — ISBN 978-5-88664-454-8.
- Гендерные отношения и гендерная политика в вузе: Сб. статей. — Екатеринбург, 2003 (ред., в соавт.)